# Sainte-Marie-d'Attez
Sainte-Marie-d'Attez est une commune nouvelle française, constituée le 1er janvier 2016,  située dans le département de l'Eure en région Normandie.

## Géographie

### Hydrographie
La commune est située dans le bassin Seine-Normandie. Elle est drainée par l'Iton, le Trou de Botte, le fossé 01 du Bois Blot et l'Iton,,.
L'Iton, d'une longueur de 132 km, prend sa source dans la commune de Mahéru et se jette  dans l'Eure à Acquigny, après avoir traversé 39 communes.
Divers plans d'eau complètent le réseau hydrographique : la gravière 1 des Prés du Moulin (2,25 ha), la gravière 1 du Bas des Pâtures, d'une superficie totale de 1,7 ha (1,04 ha sur la commune), la gravière 2 des Prés du Moulin (3,24 ha), la gravière 2 du Bas des Pâtures (2,27 ha), la gravière 3 des Prés Baudouin (3,04 ha), la gravière 3 des Prés du Moulin (5,34 ha), la gravière 3 du Bas des Pâtures (4,08 ha), la gravière 4 des Prés Baudouin (2,66 ha), la gravière 4 des Prés du Moulin (1,02 ha), la gravière 5 des Prés Baudouin (1,11 ha), la gravière 6 des Prés Baudouin (1,75 ha), la gravière 7 des Prés Baudouin (1,68 ha), la gravière 8 des Prés Baudouin (1,51 ha), la gravière 9 des Prés Baudouin (7,41 ha), la gravière de la ballastière, d'une superficie totale de 9,6 ha (0,04 ha sur la commune), les étangs de Cintray, d'une superficie totale de 6,2 ha (3,03 ha sur la commune), les étangs des Ponts Verts (1,96 ha) et les étangs du Breuil (0,63 ha),.

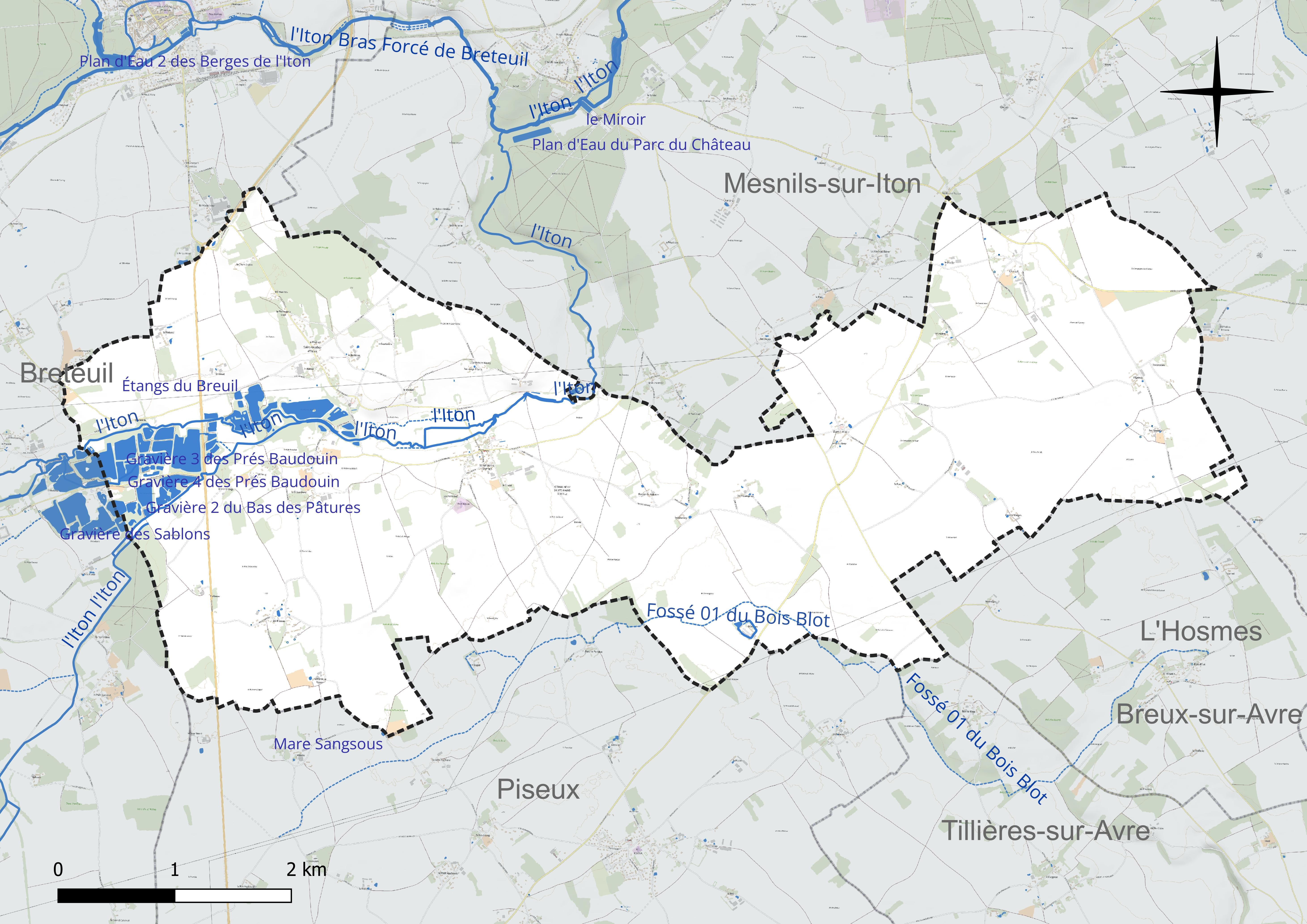
Réseau hydrographique de Sainte-Marie-d'Attez.

### Climat
Pour des articles plus généraux, voir Climat de la Normandie et Climat de l'Eure.
En 2010, le climat de la commune est de type climat océanique dégradé des plaines du Centre et du Nord, selon une étude du CNRS s'appuyant sur une série de données couvrant la période 1971-2000. En 2020, Météo-France publie une typologie des climats de la France métropolitaine dans laquelle la commune est exposée à un climat océanique et est dans la région climatique  Sud-ouest du bassin Parisien, caractérisée par une faible pluviométrie, notamment au printemps (120 à 150 mm) et un hiver froid (3,5 °C). Parallèlement le GIEC normand, un groupe régional d’experts sur le climat, différencie quant à lui, dans une étude de 2020, trois grands types de climats pour la région Normandie, nuancés à une échelle plus fine par les facteurs géographiques locaux. La commune est, selon ce zonage, exposée à un « climat des plateaux abrités », correspondant aux plaines agricoles de l’Eure, avec une pluviométrie beaucoup plus faible que dans la plaine de Caen en raison du double effet d’abri provoqué par les collines du Bocage normand et par celles qui s’étendent sur un axe du Pays d'Auge au Perche.
Pour la période 1971-2000, la température annuelle moyenne est de 10,2 °C, avec  une amplitude thermique annuelle de 14,2 °C. Le cumul annuel moyen de précipitations est de 679 mm, avec 11,4 jours de précipitations en janvier et 8,1 jours en juillet. Pour la période 1991-2020, la température moyenne annuelle observée sur la station météorologique la plus proche, située sur la commune de Piseux à 4 km à vol d'oiseau, est de 11,3 °C et le cumul annuel moyen de précipitations est de 676,7 mm,. Pour l'avenir, les paramètres climatiques de la commune estimés pour 2050 selon différents scénarios d’émission de gaz à effet de serre sont consultables sur un site dédié publié par Météo-France en novembre 2022.

## Urbanisme

### Typologie
Au 1er janvier 2024, Sainte-Marie-d'Attez est catégorisée commune rurale à habitat très dispersé, selon la nouvelle grille communale de densité à 7 niveaux définie par l'Insee en 2022.
Elle est située hors unité urbaine. Par ailleurs la commune fait partie de l'aire d'attraction de Verneuil d'Avre et d'Iton, dont elle est une commune de la couronne,. Cette aire, qui regroupe 24 communes, est catégorisée dans les aires de moins de 50 000 habitants,.

## Toponymie
Sainte-Marie, est issu de l'hagiotoponyme caché du nom primitif de l'ancienne commune Dame-Marie, équivalent de Notre-Dame. En bas latin, le terme dominus/domina était utilisé devant un nom de personne pour l'honorer, avant d'utiliser le mot saint.
Les toponymes de type Attez remontent tous au gaulois Attegia (cabane, souvent couverte de roseaux).
Le qualificatif d’Attez, commun aux deux paroisses de Saint-Nicolas-d'Attez et de Saint-Ouen-d'Attez, signifiait à l’origine que le pays était construit de pauvres habitations, de cabanes, attegia en latin. On peut supposer qu’il s’agissait là des maisons des premiers colons qui essartaient la forêt primitive, ou bien encore de celles de pâtres surveillant leurs troupeaux dans les prairies de la vallée.

## Histoire
Plusieurs communes émettent le souhait de se rassembler dans une commune nouvelle. Ce projet de création d'une commune nouvelle est approuvé par les conseils municipaux de trois communes :
- Dame-Marie ;
- Saint-Nicolas-d'Attez ;
- Saint-Ouen-d'Attez.

L'arrêté préfectoral du 23 novembre 2015 a officiellement créé la nouvelle commune pour une mise en place le 1er janvier 2016.
Le siège est fixé à Saint-Ouen-d'Attez.

## Politique et administration
| Période        | Période  | Identité       | Étiquette | Qualité |
| -------------- | -------- | -------------- | --------- | ------- |
| 8 janvier 2016 | En cours | Patrick Brault |           |         |

| Nom                        | Code Insee | Intercommunalité                          | Superficie (km2) | Population (dernière pop. légale) | Densité (hab./km2) |
| -------------------------- | ---------- | ----------------------------------------- | ---------------- | --------------------------------- | ------------------ |
| Saint-Ouen-d'Attez (siège) | 27578      | Communauté de communes Normandie Sud Eure | 9,51             | 280 (2013)                        | 29                 |
| Dame-Marie                 | 27195      | Communauté de communes Normandie Sud Eure | 11,37            | 107 (2013)                        | 9,4                |
| Saint-Nicolas-d'Attez      | 27573      | Communauté de communes Normandie Sud Eure | 5,16             | 167 (2013)                        | 32                 |